# Strophocactus testudo
A Strophocactus testudo egy ritkán dísznövényként is tartott epifita kaktusz, megjelenésében emlékeztet a Selenicereus fajokra.

## Elterjedése és élőhelye
Mexikótól Kolumbiáig széles körben megtalálható epifita, 20–1000 m tszf. magasságban elterjedt.

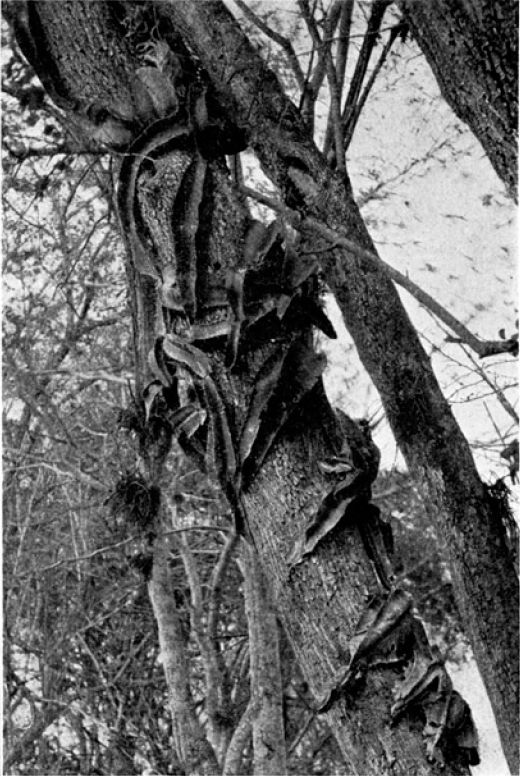
Strophocactus testudo természetes élőhelyén

## Jellemzői
Kapaszkodó habitusú növény, faágakon, néha köveken telepszik meg, 3 m hosszú lehet, hajtásai 150 mm hosszúak, 80 mm átmérőjűek, felegyenesedők, 3-8 bordára tagolódnak, a bordák kiemelkedők. Areolái 25 mm távolságban fejlődnek, 3-4, idősebb korban akár 10 tövist is hordozhatnak, melyek 20 mm hosszúak, merevek, sárgásak, később barnák. Virágai legfeljebb 280 mm hosszúak, 200 mm szélesek, a pericarpiumot és a tölcsér fekete szőr borítja. A tölcsér hossza eléri a 100 mm-t, a szirmok egyenesek, lándzsa alakúak, a külsők zöldesek, a belsők fehérek vagy krémszínűek, a porzók sárgászöldek, a bibe sárga. Termése töviseket hordoz, vörös, 60–90 mm hosszú, sárga szőrök és krémszínű tövisek fedik. Magjai 1,5×3 mm nagyságúak, feketék.
Myrmecofita, az átlapolódó bordái között rendszeresen hangyabolyok figyelhetőek meg.
A növény ismeretes Deamia testudo néven is.